# 凤永高速公路
凤翔路口（陕甘界）－永寿高速公路，简称凤永高速，是中国国家高速公路网福银高速公路（G70）在陕西省境内的重要组成路段，起于陕甘界的凤翔路口，经长武、彬县、永寿，南至永寿县陈何家村，与永咸高速公路相接，全长98.732公里。采用4车道高速公路标准建设，其中凤翔路口至亭口段31.542公里，设计车速80公里/小时；亭口至永寿段67.190公里，设计车速100公里/小时。全线设服务区两处，分别为彬县服务区、永寿服务区；设超限超载监测站5处；收费站6处。2005年10月开工建设，2008年9月建成通车。